# Pop delavnica 1983
Finalna oddaja Prisluhnite, izberite je potekala v petek, 27. maja 1983, v športni dvorani Marof v Novem mestu. Vodila sta jo Vinko Šimek in Miša Molk. V tekmovalnem delu so se za nagrade potegovali zmagovalci 18 krogov istoimenske serije, v spremljevalnem programu pa so nastopili Marijan Smode, plesna skupina Arruba, Hazard in Brane Küzmič.

## Prisluhnite, izberite
Serija radijskih oddaj »Prisluhnite, izberite« je potekala od januarja do maja 1983 ob ponedeljkih na I. programu Radia Ljubljana. Njen idejni vodja, urednik in producent je bil Tadej Hrušovar, vodil pa jo je Vinko Šimek. Temeljni namen je bil spodbuditi nastajanje novih domačih skladb vseh oblik zabavne glasbe (šanson, popevka, rock) in dati možnost tudi mladim, še neuveljavljenim glasbenikom, da se predstavijo. Vsak teden se je za finale potegovalo 11 skladb: 5 novih in 6 najbolje uvrščenih nezmagovalnih predhodnega tedna. O 18 finalistih so odločali poslušalci z glasovnicami – v finale se je uvrstila pesem, ki je v posamezni oddaji dobila največ glasov. Oddaja se je že prihodnjo sezono preimenovala v Pop delavnico.

## Finalisti
| #   | Izvajalec      | Naslov pesmi                  |
| --- | -------------- | ----------------------------- |
| 1.  | Make Up 66     | Ta noč je dolga kot še nikoli |
| 2.  | Miha Kralj     | Vesoljne smeti                |
| 3.  | 12. nadstropje | Manekenka                     |
| 4.  | Uroš Novak     | Vest                          |
| 5.  | Laura Budal    | Odloči sam                    |
| 6.  | F+             | Lili                          |
| 7.  | Nace Junkar    | Ti si moja melodija           |
| 8.  | Depozit        | Spreminjanje ritma            |
| 9.  | Irena Tratnik  | Čakam te                      |
| 10. | Majda Petan    | Iskrena ljubezen              |
| 11. | Plagiat        | Avtostop                      |
| 12. | Dober dan      | Pridi na žur                  |
| 13. | Nore sanje     | Še vedno sanjam te            |
| 14. | Čudežna polja  | Ljubo doma, kdor ga ima       |
| 15. | Drevored       | Tvoja pisma                   |
| 16. | Prizma         | Sama sva                      |
| 17. | Avtomobili     | Vsi ti fantje                 |
| 18. | Razbito steklo | Ti nisi kot mnogi             |

## Nagrade
Nagrade občinstva (RTV Ljubljana)
- 1. nagrada: Ljubo doma, kdor ga ima – Čudežna polja
- 2. nagrada: Lili – F+
- 3. nagrada: Manekenka – 12. nadstropje

O nagradah občinstva so odločali poslušalci radijskih postaj v Slovenj Gradcu, Mariboru, Tržiču, Kopru, Brežicah in Ljubljani.
Nagrada za najboljšo izvedbo (revija Stop)
- Nace Junkar (Ti si moja melodija)

Nagrada za najdaljši aplavz (Lira)
- Drevored (Tvoja pisma)

Nagrada za najobetavnejšega izvajalca (Kompas)
- Avtomobili (Vsi ti fantje)